# The Works Tour
Die The Works Tour war eine Konzerttournee der britischen Rockgruppe Queen, auf der sie zwischen August 1984 und Mai 1985 insgesamt 48 Konzerte gab und ihr Album The Works (1984) bewarb. Die Band spielte überwiegend Shows in Europa, tourte jedoch auch durch Südafrika, Australien, Neuseeland und Asien und trat zweimal beim Rock in Rio-Festival in Brasilien auf. Zugleich ignorierten Queen erstmals seit 1974 bei einer ihrer Tourneen den nordamerikanischen Kontinent, da der dortige Musiksender MTV ihre Musikvideos zu Radio Ga Ga und I Want to Break Free wegen angeblicher totalitärer Ästhetik und homoerotischer Szenen boykottierte und so dadurch den dazugehörigen Singles in den US-amerikanischen und kanadischen Charts der Erfolg verwehrt blieb. Die Queen-Mitglieder schworen sich daraufhin, so lange keine Konzerte mehr in den USA oder Kanada zu geben, wie ihnen dort keine Hits mehr gelängen.

## Hintergrund
Queen starteten ihre The Works Tour am 24. August 1984 in Brüssel und beendeten sie am 15. Mai 1985 in Osaka. Der Tourstart im August war für Queens Verhältnisse ungewöhnlich spät, da sie ihr zu bewerbendes Album The Works bereits Ende Februar 1984 veröffentlicht hatten. Bis zum Beginn der Tour waren die Mitglieder jedoch mit eigenen Projekten beschäftigt: so arbeitete Freddie Mercury ab dem Frühjahr 1984 in München an weiteren Songs für sein erstes Soloalbum Mr. Bad Guy und im Juni 1984 veröffentlichte Roger Taylor sein zweites Soloalbum Strange Frontier.
Die Proben für die bevorstehende Tournee fanden ab dem Frühsommer 1984 in den Bavaria Filmstudios in München statt. Das für die Konzerte benutzte Bühnenbild war geprägt durch rotierende Zahnräder im hinteren Bühnenbereich, einer hell erleuchteten Stadtlandschaft als Kulisse und einem komplexen Gefüge aus mehreren Ebenen und Treppen und stellte, wie schon das Musikvideo zu Radio Ga Ga, eine Hommage an den deutschen Stummfilm-Klassiker Metropolis (1927) von Fritz Lang dar.
Beim Soundcheck für das Eröffnungskonzert in Brüssel drehten Queen Szenen für das Musikvideo zu Hammer to Fall, welches später mit Szenen vom eigentlichen Konzertabend (inklusive Publikum) kombiniert wurde.
Unterstützt wurden Queen auf dieser Tour erstmals von dem Keyboarder Spike Edney, der die Band seit 1984 bis heute auf allen Konzerten begleitet.
Der erste Tourneeabschnitt führte Queen durch Europa und oftmals gab die Band, anders als bei vorherigen Tourneen, mehrere Konzerte an einem Ort. Mit ihren beiden Shows in Mailand spielten sie auch erstmals in ihrer Karriere in Italien. Am 22. September 1984 rutschte Freddie Mercury in Hannover während der Darbietung von Hammer to Fall auf einer der Treppenkonstruktionen aus, fiel die Stufen hinunter und verstauchte sich das Knie. Aus diesem Grund und damit das Konzert nicht für längere Zeit unterbrochen werden musste, wurde eine verkürzte Setlist gespielt. Von seinen Roadies gestützt setzte sich Mercury an sein Klavier, von dem aus er mit der Band noch Bohemian Rhapsody und den traditionellen Zugabenblock aus We Will Rock You und We Are the Champions darbieten konnte. Direkt nach dem Konzert wurde Mercury umgehend zur Untersuchung in ein Krankenhaus gebracht. Die dortige Röntgenuntersuchung ergab jedoch, dass er sich keinerlei Frakturen zugezogen hatte. Somit konnte die Tour also problemlos fortgesetzt werden.
Auch die anschließenden Konzerte auf dem zweiten Tourneeabschnitt in Südafrika standen in zweifacher Hinsicht unter keinem guten Stern: Einerseits kündigten die Vereinten Nationen zu diesem Zeitpunkt einen Kulturboykott gegen das Apartheid-Regime in Südafrika an, der von der britischen Musikergewerkschaft unterstützt wurde. Zwar war das Sun City Resort, eine südafrikanische Casino-Stadt nach dem Vorbild von Las Vegas, einer der wenigen Orte, an dem keine Segregation zwischen Schwarzen und Weißen stattfand, jedoch war der Freizeitkomplex ein Produkt des Apartheid-Regimes. Dennoch beschlossen Queen und ihr Management, innerhalb von zwei Wochen elf Konzerte in Sun City zu geben. Daraufhin wurde die Band von ihren Fans und auch der weltweiten Musikpresse scharf angegriffen, zum einen wegen einer Widersetzung des Boykotts, zum anderen, da sie nicht (ungeachtet der Ethnie) für eine Minderheit, sondern nur für die obersten Zehntausend spielten, die sich die hohen Ticketpreise für solche Konzerte leisten konnten. Um diesen Vorwürfen entgegenzutreten, veröffentlichten Queen im folgenden Jahr in Südafrika ein Livealbum und spendeten die Verkaufserlöse einer örtlichen Schule, die gehörlose und blinde Kinder unterrichtete. Bei dem Album handelte es sich um eine gekürzte Version ihres 1979 erschienenen Livealbums Live Killers.
Andererseits hatte Freddie Mercury bereits während des ersten Auftritts in Sun City am 5. Oktober 1984 erhebliche Stimmprobleme, schaffte es aber, das Konzert zu überstehen. Entgegen dem Rat seines Arztes spielte er auch die Aufführung am nächsten Tag, doch am 7. Oktober 1984 verlor er seine Stimme nach einer halben Stunde völlig, so dass das Konzert vorzeitig beendet werden musste. Der für den 9. Oktober geplante Auftritt wurde abgesagt und Mercury wurde wegen Knoten an seinen Stimmbändern behandelt. Die Konzertreihe wurde am 10. Oktober 1984 fortgesetzt, es dauerte jedoch noch, bis Mercury seinen vollständigen Stimmumfang wiedererlangte. In den Gesangspausen konnten jedoch Augenzeugen nach eigener Aussage am Husten auch merken, dass es Mercury nicht sonderlich gut ging, manche behaupteten sogar, er hätte beim Husten teilweise Blut spucken müssen und werteten dies als mögliches erstes Anzeichen seiner späteren AIDS-Erkrankung, die im März 1987 bei ihm diagnostiziert wurde und an dessen Folgen er am 24. November 1991 verstarb.
Nach einer mehrmonatigen Pause über die Jahreswende hinweg setzten Queen ihre Tournee im Januar 1985 in Südamerika fort, wodurch sie mit ihren zwei Auftritten beim ersten zehntägigen Rock in Rio-Festival erstmals seit 1981 wieder in Brasilien zu sehen waren. Beide Auftritte von Queen wurden von der brasilianischen Fernsehgesellschaft Globo gefilmt und in ganz Südamerika ausgestrahlt. An beiden Abenden spielten sie vor bis zu 300.000 zahlenden Zuschauern, was einen Weltrekord darstellte.
Am Ende des Eröffnungstages des Festivals, am 12. Januar 1985 gegen 2:00 Uhr morgens (Ortszeit), betrat Queen zum ersten Mal die Bühne. Beim ersten Konzert trat Freddie Mercury, genau wie bei den anderen Stationen der The Works Tour, mit künstlichen Brüsten und der Langhaar-Perücke aus dem Musikvideo zu I Want to Break Free, auf. Einige Zuschauer erwiderten diese Show-Einlage mit lautem Pfeifen und Buhrufen. Eine Woche später beim zweiten Konzert verzichtete Mercury daher auf diese Einlage. Da der Auftritt in ganz Südamerika einen Skandal auslöste, untersagte auch die von Augusto Pinochet geführte Regierung in Chile der Band ihre dort geplanten Auftritte.
Im April 1985 tourten Queen erstmals seit 1976 wieder durch Neuseeland und Australien. Für diesen Abschnitt waren zunächst drei Konzerte in Neuseeland und acht in Australien geplant. Die Band kam am 5. April 1985 in Neuseeland an, um eine Woche lang zu proben und sich zu akklimatisieren. Die Tickets für die Neuseeland-Konzerte waren jedoch nur kaum vergriffen (womöglich ebenfalls aus Protest der Fans, bei denen Queen wegen ihrer Konzerte in Südafrika in Ungnade gefallen waren), so dass von den geplanten Auftritten nur das Konzert in Auckland am 13. April 1985 stattfand.
Obwohl der April auf der Südhalbkugel der Erde in den Herbst fällt, gaben Queen im offenen Rugbystadion Mount Smart ein Freiluftkonzert. Der Rest der Tour wurde in Australien mit jeweils vier Auftritten in Sydney und Melbourne fortgesetzt.
Mit der Konzertetappe in Japan endete die The Works Tour schließlich im Mai 1985. Es war das letzte Mal, das Queen dort in ihrer klassischen Viererbesetzung mit Freddie Mercury, Brian May, Roger Taylor und John Deacon auftraten.
Nach dem Ende der Tour planten Queen zunächst, eine mehrjährige Pause einzulegen und sich verstärkt Soloprojekten zu widmen. Ihr weltweit umjubelter Auftritt bei Live Aid am 13. Juli 1985 im Londoner Wembley-Stadion nur zwei Monate später gab der Band jedoch neuen Antrieb und so erschien bereits im Juni 1986 das nächste Queen-Album A Kind of Magic, begleitet von ihrer nächsten Tournee, die ihre nur 13 Monate Konzertpause beendete.

## Liveaufnahmen
Im Mai 1985 veröffentlichten Queen ein offizielles, auf 60 Minuten gekürztes Konzertvideo der fast zweistündigen Auftritte bei Rock in Rio unter dem Titel Live in Rio. Die beim zweiten Konzert am 20. Januar 1985 aufgeführte viereinhalbminütige Instrumental- und Gesangsimprovisation wurde außerdem 1995 als Bonustrack der Single A Winter’s Tale unter dem Titel Rock in Rio Blues veröffentlicht.
Das dritte Konzert in Tokio am 11. Mai 1985 wurde live im Radio übertragen, mitgefilmt und schließlich exklusiv in Japan als Kaufvideo unter dem Titel Final Live in Japan veröffentlicht. Der Titel ist dabei irreführend, da das letzte Konzert der Tour erst vier Tage später am 15. Mai 1985 in Osaka stattfand.

## Setlist

### Beispiel-Setlist
- Intro [Machines (or 'Back to Humans')]
- Tear It Up
- Tie Your Mother Down
- Under Pressure
- Somebody to Love
- Killer Queen
- Seven Seas of Rhye
- Keep Yourself Alive
- Liar
- It’s a Hard Life
- Staying Power
- Dragon Attack
- Now I’m Here
- Is This the World We Created...?
- Love of My Life
- Stone Cold Crazy
- Great King Rat
- Improvisations (Keyboard Solo/Guitar Solo/Brighton Rock)
- Another One Bites the Dust
- Hammer to Fall
- Crazy Little Thing Called Love
- Bohemian Rhapsody
- Radio Ga Ga
- I Want to Break Free
- Jailhouse Rock
- We Will Rock You
- We Are the Champions
- Outro (God Save the Queen)

## Tourdaten
| Nr.                | Datum              | Stadt             | Land           | Veranstaltungsort               | geschätzte Besucherzahl | Anmerkungen                                                          |
| Leg 1 – Europa     | Leg 1 – Europa     | Leg 1 – Europa    | Leg 1 – Europa | Leg 1 – Europa                  | Leg 1 – Europa          | Leg 1 – Europa                                                       |
| ------------------ | ------------------ | ----------------- | -------------- | ------------------------------- | ----------------------- | -------------------------------------------------------------------- |
| 1                  | 24. August 1984    | Brüssel           | Belgien        | Forest National                 | 18.000                  | Gesamtbesucherzahl beider Shows am 24. August und 21. September 1984 |
| 2                  | 28. August 1984    | Dublin            | Irland         | RDS Arena                       | 25.000                  |                                                                      |
| 3                  | 29. August 1984    | Dublin            | Irland         | RDS Arena                       | 25.000                  |                                                                      |
| 4                  | 31. August 1984    | Birmingham        | England        | National Exhibition Centre      | 43.500                  |                                                                      |
| 5                  | 1. September 1984  | Birmingham        | England        | National Exhibition Centre      | 43.500                  |                                                                      |
| 6                  | 2. September 1984  | Birmingham        | England        | National Exhibition Centre      | 43.500                  |                                                                      |
| 7                  | 4. September 1984  | London            | England        | Wembley Arena                   | 44.000                  |                                                                      |
| 8                  | 5. September 1984  | London            | England        | Wembley Arena                   | 44.000                  |                                                                      |
| 9                  | 7. September 1984  | London            | England        | Wembley Arena                   | 44.000                  |                                                                      |
| 10                 | 8. September 1984  | London            | England        | Wembley Arena                   | 44.000                  |                                                                      |
| xx                 | 10. September 1984 | Dortmund          | Deutschland    | Westfalenhalle                  | —                       | verlegt auf den 11. September 1984                                   |
| 11                 | 11. September 1984 | Dortmund          | Deutschland    | Westfalenhalle                  | 16.424                  |                                                                      |
| xx                 | 12. September 1984 | Verona            | Italien        | Arena                           | —                       |                                                                      |
| xx                 | 14. September 1984 | Rom               | Italien        | PalaEUR                         | —                       |                                                                      |
| 12                 | 14. September 1984 | Mailand           | Italien        | Palasport di San Siro           | 18.000                  |                                                                      |
| 13                 | 15. September 1984 | Mailand           | Italien        | Palasport di San Siro           | 18.000                  |                                                                      |
| 14                 | 16. September 1984 | München           | Deutschland    | Olympiahalle                    | 12.000                  |                                                                      |
| 15                 | 18. September 1984 | Paris             | Frankreich     | Palais Omnisport de Bercy       | 17.000                  |                                                                      |
| xx                 | 19. September 1984 | Leiden            | Niederlande    | Groenoordhal                    | —                       |                                                                      |
| 16                 | 20. September 1984 | Leiden            | Niederlande    | Groenoordhal                    | 11.000                  |                                                                      |
| 17                 | 21. September 1984 | Brüssel           | Belgien        | Forest National                 | —                       |                                                                      |
| 18                 | 22. September 1984 | Hannover          | Deutschland    | Europahalle                     | 9.000                   |                                                                      |
| 19                 | 24. September 1984 | Berlin            | Deutschland    | Deutschlandhalle                | 11.000                  |                                                                      |
| 20                 | 26. September 1984 | Frankfurt am Main | Deutschland    | Festhalle                       | 14.000                  |                                                                      |
| 21                 | 27. September 1984 | Stuttgart         | Deutschland    | Schleyerhalle                   | 13.000                  |                                                                      |
| 22                 | 29. September 1984 | Wien              | Osterreich     | Stadthalle                      | 28.200                  |                                                                      |
| 23                 | 30. September 1984 | Wien              | Osterreich     | Stadthalle                      | 28.200                  |                                                                      |
| Leg 2 – Südafrika  |                    |                   |                |                                 |                         |                                                                      |
| 24                 | 5. Oktober 1984    | Bophuthatswana    | Sudafrika      | Sun City Super Bowl             | —                       |                                                                      |
| 25                 | 6. Oktober 1984    | Bophuthatswana    | Sudafrika      | Sun City Super Bowl             | —                       |                                                                      |
| 26                 | 7. Oktober 1984    | Bophuthatswana    | Sudafrika      | Sun City Super Bowl             | —                       | nach drei Liedern abgebrochen                                        |
| xx                 | 9. Oktober 1984    | Bophuthatswana    | Sudafrika      | Sun City Super Bowl             | —                       |                                                                      |
| 27                 | 10. Oktober 1984   | Bophuthatswana    | Sudafrika      | Sun City Super Bowl             | —                       |                                                                      |
| 28                 | 13. Oktober 1984   | Bophuthatswana    | Sudafrika      | Sun City Super Bowl             | —                       |                                                                      |
| 29                 | 14. Oktober 1984   | Bophuthatswana    | Sudafrika      | Sun City Super Bowl             | —                       |                                                                      |
| 30                 | 18. Oktober 1984   | Bophuthatswana    | Sudafrika      | Sun City Super Bowl             | —                       |                                                                      |
| 31                 | 19. Oktober 1984   | Bophuthatswana    | Sudafrika      | Sun City Super Bowl             | —                       |                                                                      |
| 32                 | 20. Oktober 1984   | Bophuthatswana    | Sudafrika      | Sun City Super Bowl             | —                       |                                                                      |
| Leg 3 – Südamerika |                    |                   |                |                                 |                         |                                                                      |
| 33                 | 11. Januar 1985    | Rio de Janeiro    | Brasilien      | Cidade do Rock                  | 600.000                 | Rock in Rio                                                          |
| 34                 | 18. Januar 1985    | Rio de Janeiro    | Brasilien      | Cidade do Rock                  | 600.000                 | Rock in Rio                                                          |
| xx                 | 24. Januar 1985    | Santiago de Chile | Chile          | Estadio Nacional                | —                       |                                                                      |
| xx                 | 25. Januar 1985    | Santiago de Chile | Chile          | Estadio Nacional                | —                       |                                                                      |
| Leg 4 – Ozeanien   |                    |                   |                |                                 |                         |                                                                      |
| xx                 | 11. April 1985     | Napier            | Neuseeland     | McLean Park                     | —                       |                                                                      |
| 35                 | 13. April 1985     | Penrose           | Neuseeland     | Mount Smart Stadium             | 35.000                  |                                                                      |
| xx                 | 14. April 1985     | Christchurch      | Neuseeland     | Queen Elizabeth II Park         | —                       |                                                                      |
| 36                 | 16. April 1985     | Melbourne         | Australien     | Sports and Entertainment Centre | 52.000                  |                                                                      |
| 37                 | 17. April 1985     | Melbourne         | Australien     | Sports and Entertainment Centre | 52.000                  |                                                                      |
| 38                 | 19. April 1985     | Melbourne         | Australien     | Sports and Entertainment Centre | 52.000                  |                                                                      |
| 39                 | 20. April 1985     | Melbourne         | Australien     | Sports and Entertainment Centre | 52.000                  |                                                                      |
| 40                 | 25. April 1985     | Sydney            | Australien     | Entertainment Centre            | 62.000                  |                                                                      |
| 41                 | 26. April 1985     | Sydney            | Australien     | Entertainment Centre            | 62.000                  |                                                                      |
| 42                 | 28. April 1985     | Sydney            | Australien     | Entertainment Centre            | 62.000                  |                                                                      |
| 43                 | 29. April 1985     | Sydney            | Australien     | Entertainment Centre            | 62.000                  |                                                                      |
| Leg 5 – Asien      |                    |                   |                |                                 |                         |                                                                      |
| 44                 | 8. Mai 1985        | Tokio             | Japan          | Nippon Budōkan                  | 28.000                  |                                                                      |
| 45                 | 9. Mai 1985        | Tokio             | Japan          | Nippon Budōkan                  | 28.000                  |                                                                      |
| 46                 | 11. Mai 1985       | Tokio             | Japan          | Yoyogi National Gymnasium       | 10.500                  |                                                                      |
| 47                 | 13. Mai 1985       | Nagoya            | Japan          | Aichi Prefectural Gymnasium     | 8.000                   |                                                                      |
| 48                 | 15. Mai 1985       | Osaka             | Japan          | Ōsaka-jō Hall                   | 15.000                  |                                                                      |

## Band
- Freddie Mercury: Gesang, Klavier, Gitarre bei Crazy Little Thing Called Love
- Brian May: Gitarre, Hintergrundgesang
- Roger Taylor: Schlagzeug, Percussion, Hintergrundgesang
- John Deacon: Bass, Hintergrundgesang
- Spike Edney: Keyboards, Klavier, Hintergrundgesang, Gitarre bei Hammer to Fall